# Lasuni
O Lasuni foi uma comunidade virtual onde os jogadores podiam fazer amigos, jogar mini-jogos e participar em eventos realizados semanalmente. Os usuários também podiam ganhar moedas de prata (silvers), que no jogo eram dados de graça para comprar acessórios para seus avatares, e para criar seus próprios quartos.

## No Site
O site abriga as mais diversas novidades que um jogo virtual pode ter, por isso, desde a sua versão inicial até agora, o site é integrado ao jogo. Ou seja, pelos nossos usuários, o website é um dos serviços mais importantes de todo o jogo, para alguns até mais importante que o próprio client. No web-site você pode fazer as ações necessárias, como:

### Feed ou E-mail Público
Mais conhecido como o e-mail público, o "Feed" é uma espécie de mensagem rápida que todos poderão ver assim que você enviar. As mensagens enviadas por você e por outros usuários aparecerão na página inicial e outros usuários que estão on-line no mesmo momento, podem respondê-la, achar a sua mensagem útil ou denunciá-la.

### Profile ou Página de Usuários
É uma das grandes novidades que o Lasuni vem aperfeiçoando para as suas futuras versões. O seu Profile, ou propriamente dito como Página de Usuários, é uma página específica para você escrever o que quer e o que pensa. Você pode adicionar um Box tratando-o como um vídeo do Youtube, mostrar seus amigos do jogo, as suas últimas postagens do Twitter e até mesmo como um bloco de nota.
Os "Background" que vem em seu profile é padrão e você pode trocá-lo apenas se for VIP, uma espécie de clube privativo do jogo que beneficia os usuários com raros mensalmente.

### Comunidade
Página específica para os usuários do jogo; ela te propõe amplas ações como enquetes, os usuários que mais compraram moedas e o cobiçado "Avatar of the Month" ou o "Avatar do Mês" na qual é selecionado por conter um visual totalmente estiloso e feito especificamente por você - Você pode se inscrever para ser o grande sortudo de aparecer na comunidade, basta apertar o botão que se localiza no mesmo box.

### Gold
"Gold" ou "Moedas de Ouro" são as moedas que não são dadas de graça e você tem que suar para consegui-las ou comprar via SMS ou por Cartão de Crédito. Os preços no momento são razoáveis mas irão mudar durante o tempo devido ao jogo ser novo.

## No Jogo
O jogo é uma programação feito a Flash que abre assim que você clica em "Play". Assim clicado, abrirá uma janela pop-up e você terá diversas ferramentas disponíveis como seus amigos, inventário, configurações, vip e ferramenta de ajuda. Na versão futura, novas ferramentas estarão disponíveis como navegador e notícias integrado ao jogo.

### North Hubble
Um dos espaços mais visitado por todos usuários. Geralmente, o North Hubble é usado em promoções que são feitas pelos gerentes.

### Gertrude's House
Assim que você se registra, você chega na casa da Gertrude, que segundo rumores, é a que toma conta do Lasuni, a grande chefona e que tem o nível 60, ou seja, uma BOT e jamais nenhum usuário poderá chegar a este nível.
É uma casa de característica antiga; coisas simples o enfeitam como cama, sofás, tapete, lareira, estante de livros, etc.

### Hubble Attire
O espaço reservado a trocas. O Hubble Attire é o centro das trocas; por lá você poderá comprar itens pelo catálogo - para isso basta ficar em cima das setinhas que indicam para a bancada - e jogar o famoso jogo Wack-a-Lion.

### East Hubble
Um local simples e agradável. Se tornará um dos melhores espaços públicos apenas na próxima versão. Ela chamará atenção dos usuários por conter a loja de móveis (Furniture, outro ainda não identificado que se chama -HR- e por fim o "For ", que traduzindo, é algo que vai estar à venda.

### Hubble Salon
Enfim o salão de beleza que é comandado pela BOT Julie the Stylist. Neste salão, você pode personalizar o seu cabelo do seu jeito.

## Wack-a-Lion
É um mini-jogo integrado ao jogo que através dele você pode conseguir moedas de prata (silvers). O objetivo é matar os leões em menos tempo. Caso você consiga, você ficará no "High Scores" que é um ranking dos melhores usuários que conseguiram matar o leão em menos tempo. Se você matar a girafa ou o elefante, o seu tempo vai diminuindo, ou seja, ficará mais difícil de você tentar bater o record. A recompensa do jogo depende do seu desempenho; toda recompensa é dada em moeda de prata.

## Moedas
O jogo contém apenas dois tipo de moedas. As Silvers que é dado de graça ou como recompensa no Wack-a-Lion e as Golds que são conquistadas apenas por promoções ou efetuação de compra.

## BOTs
O Lasuni tem os misteriosos robôs que ficam em lugares como Hubble Attire, Gertrude House, etc. Normalmente são para enfeitar, porém, algumas vezes são usados para mini-enigmas. Margaret: Hubble Attire / Geoof: Hubble Attire / Gary: North Hubble / Julie the Stylist: Hubble Salon

## VIP
VIP é um clube privado do Lasuni que você tem de pagar 35 moedas de ouro para se tornar um membro. Como assinante, você receberá diversos benefícios como raros mensalmente, novas cores para cabelo, cor diferenciada na tag do nome (vermelho, verde, laranja, azul, rosa, cinza escuro e preto - para usuários comuns é apenas o cinza claro), mais amigos na agenda, mais visuais exclusivos no catálogo e acesso a espaços exclusivos.

## Equipe Lasuni
A equipe do Lasuni é formada por apenas quatro adolescentes porém três deles são os criadores da YaRly!, desenvolvedora do Lasuni. Atualmente, a famosa gerente de comunidade é a Ambear, ela cria as promoções, notícias, etc. Já os outros três, Dasaii, Jason Bryan, e Calibrate (recém chegado), cuidam da parte técnica, ou seja, programação e desenvolvimento do jogo.

## Blog
É usado principalmente para informar os usuários sobre futuras atualizações e versões.

## References
1. ↑  
«History». Lasuni (em inglês). Consultado em 3 de março de 2025. Cópia arquivada em |arquivourl= requer |arquivodata= (ajuda) 🔗

«YaRly! Website». Wayback Machine (em inglês). Consultado em 3 de março de 2025